# Oleksandriwka (Krywyj Rih, Hretschani Pody)
Oleksandriwka (ukrainisch Олександрівка; russisch Александровка Alexandrowka) ist ein Dorf in der ukrainischen Oblast Dnipropetrowsk mit 1360 Einwohnern (2012).
Das 1884 gegründete Dorf hieß bis 1903 Nowoaleksandrowka und liegt 32 km südlich von Krywyj Rih und 171 km südwestlich des Oblastzentrums Dnipro. Das ehemalige Rajonzentrum Schyroke ist nach 23 km Richtung Westen auf der Straße T-0411 zu erreichen. Das Dorf Nywa Trudowa im ehemals benachbarten Rajon Apostolowe liegt 10 km östlich von Oleksandriwka.
Am 18. Juni 2018 wurde das Dorf ein Teil der neugegründeten Landgemeinde Hretschani Pody, bis dahin bildete es zusammen mit dem Dorf Nowe Schyttja (Нове Життя) die gleichnamige Landratsgemeinde Oleksandriwka (Олександрівська сільська рада/Oleksandriwska silska rada) im Osten des Rajons Schyroke.
Am 17. Juli 2020 kam es im Zuge einer großen Rajonsreform zum Anschluss des Rajonsgebietes an den Rajon Krywyj Rih.